# Baba Hassen
 (septembre 2023).
 (octobre 2010).
Si vous disposez d'ouvrages ou d'articles de référence ou si vous connaissez des sites web de qualité traitant du thème abordé ici, merci de compléter l'article en donnant les références utiles à sa vérifiabilité et en les liant à la section « Notes et références ».
Baba Hassen est une commune de la wilaya d'Alger en Algérie, située dans la banlieue Sud-Ouest d'Alger. Près de Douera Et de Ouled Fayet . Cette commune Compte plus de 80.000 habitants , ayant connu une monté démographique importante sur la période 2008 - 2023 , cette commune est connu pour ses activités commerciales et de divertissement. Cette commune est aussi connu pour son nombre important de logement .(1 cité ADDL 1404 Logements) finalise en 2010 (2 cité de Logements collectifs sociaux *Social* au sud ouest et au sud est . 2100 Log finalise en 2020 et 1440 Logements finalise en 2022). Et une cité ADDL énorme de 3000 logements finalise en 2021 contenant 2 îlot.

## Géographie

### Situation
Baba Hassen est une commune située sur le sahel algérois, à 20 km environ au sud-ouest d'Alger. Elle est limitée au sud par l'oued Kerma.
| Ouled Fayet | El Achour, Draria | Draria                   |
| Douera      | Baba Hassen       | Saoula, Forêt de Saoula. |
| Douera      | Douera, Khraicia  | Khraicia                 |

### Transport
La commune est traversée par deux nouveaux grands axes de circulation autoroutiers du grand Alger que sont la La penetrante de Cheraga et la 2 ème Rocade D'Alger entre Chéraga et Douera.
Baba Hassen se situe sur la ligne de bus reliant Ben Aknoun et Douéra. Le bus et les taxis sont les seuls moyens de transport public desservant la ville. 2 gares Sont présentes.

### Urbanisme
Ancien village colonial a vocation agricole, Baba Hassen devient aujourd'hui principalement une banlieue pavillonnaire. La ville est tracée en damier entouré de plusieurs lotissements et trois Cités AADL ainsi que deux cités: une au nord et l'autre au sud. Et deux Cités Du logement social . En 10 la ville a très bien évolué, pour ce qui est des infrastructures . La ville contient 1 commissariat , environ 5 mosquée dont 2 principales . Pas d'hôpital, les habitants doivent se rendre à Douera, 1 Stade de Football Amateur , plusieurs chaîne de restaurants,  des tas de commerces ..... exc , Le projets du pont qui rallient Le stade de Douera (Douera) à baba hassen sera finalise à la fin 2023 .

## Histoire

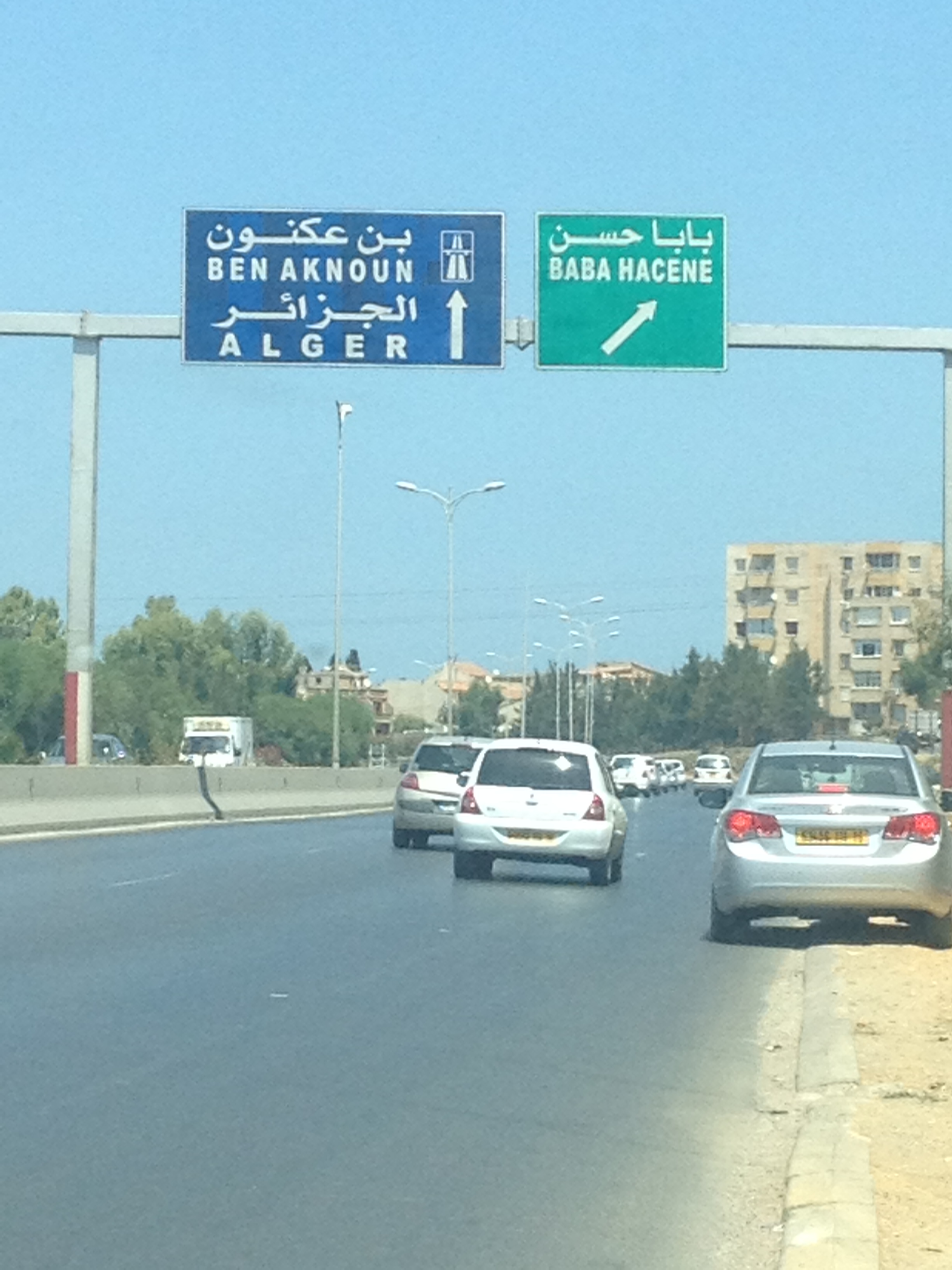
L'entrée de Baba Hassen par la Route nationale 36.

Avant l'établissement colonial français on y trouvait quelques haouch et fermes dont la propriété Nacef Khodja et Baba Hassen sans doute du nom de l'un des dey d'Alger, la zone fait partie de la troisième ceinture du Fahs du beylicat d'Alger. Cette ferme et ses dépendances accaparées de force par le plan Guyot qui crée le village en mai 1843.

1875, le territoire de Baba Hassen est détaché de celui de Douera et la commune est créée.

1963, la commune est intégrée à celle de Draria.

1984, Baba Hassen redevient une commune mais elle fera partie de la wilaya de Tipaza.

1997, à la création du gouvernorat du Grand-Alger, la commune est détachée de la wilaya de Tipaza, pour rejoindre celle d'Alger.

## Démographie

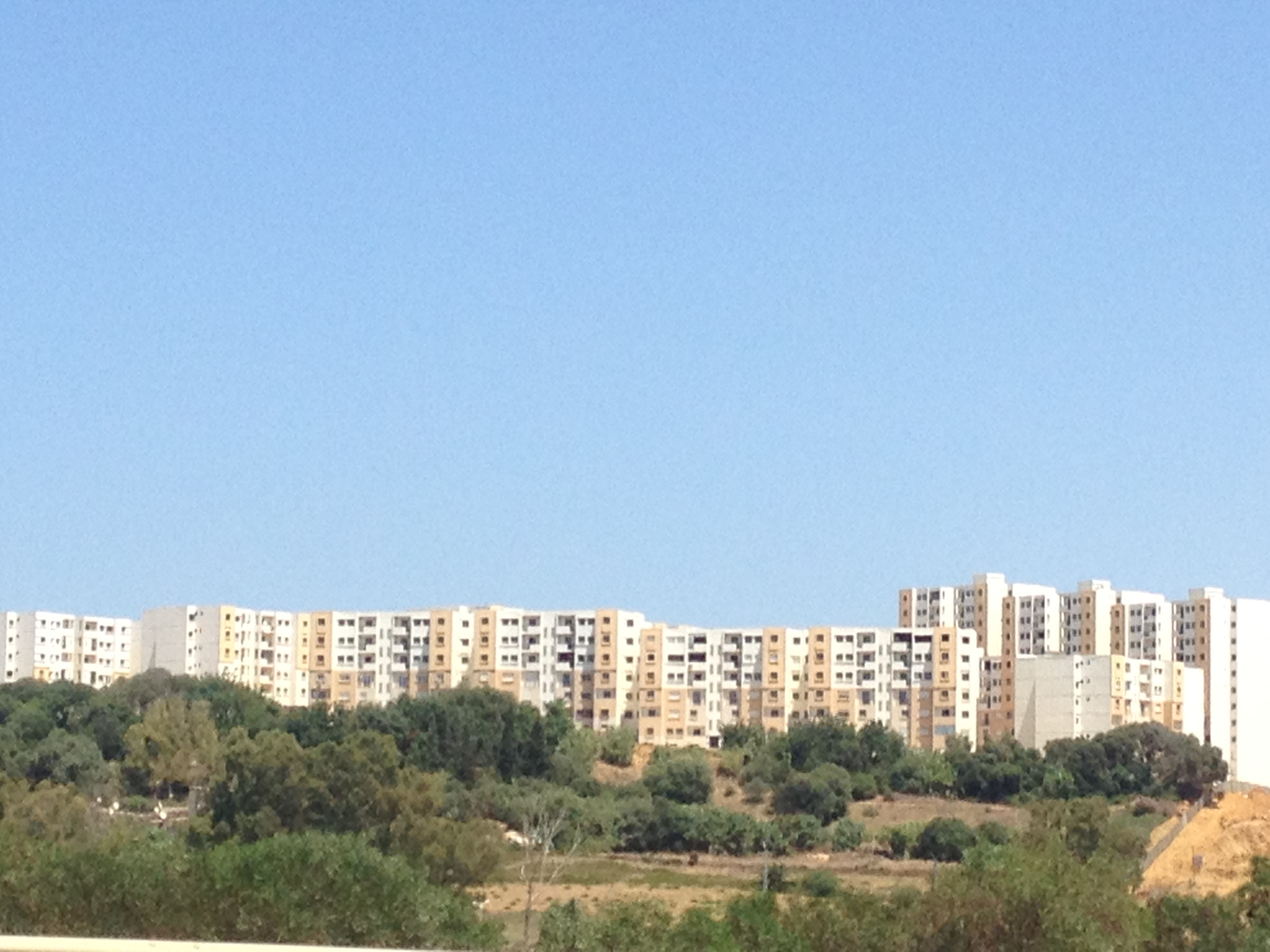
La nouvelle cité LSP de Baba Hassen

| 1867 | 1884 | 1892 | 1902 | 1912 | 1923 | 1936 | 1954  | 1960  |
| ---- | ---- | ---- | ---- | ---- | ---- | ---- | ----- | ----- |
| 234  | 338  | 530  | 693  | 642  | 706  | 772  | 1 261 | 1 977 |

| 1966  | 1977  | 1987  | 1998   | 2008   | 2013   | 2016   | 2023   | - |
| ----- | ----- | ----- | ------ | ------ | ------ | ------ | ------ | - |
| 2 708 | 4 103 | 5 895 | 13 827 | 23 756 | 34 788 | 41 009 | 67 000 | - |

## Économie
Ville à vocation Commercial et Immobilière, il subsiste trois zones spécifiques qui y sont dédiées, au Sudl ou se situe la plupart des cités de logements , le centre ou sont représenté toutes les activités commerciale, sportives et divertissement et l'est (Kartala)
Aujourd'hui, c'est l'activité tertiaire qui domine avec les centres informatiques de la CNEP banque et de la BNA. Et Commercial (Électroménager - Électronique - Déco - Grandes Surfaces - Commerce) , Sportive (4 Stades De footbal Amateur et - Équipe De Judo - Centre Sportifs des sports de combat - Salle de sport). Immobilière (Addl - LSP - LCC)
Il existe aussi une petite zone d'activité au nord de la ville.
La ville prospère lentement mais sûrement avec des projets immobilier , Urbain et d'hôtellerie.

## Enseignement
Centre de Développement des Technologies Avancées (CDTA)
Lycée Messaoud BELKADI
CEM Mohamed BOUZIDI
CEM Mohamed KERBOS
CEM Saad Bousder 
Primaire Mohamed Guettach 
Primaire Yahia Hamana 
Primaire Lakhdar Berriche 
CEM Social

## Sport
Le club de football de la commune est Difaae Riadhi Baba Hassen (DRBH) (couleurs du maillot, Bleu et Blanc). Qui joue en division Régionale et créé en 2018 et plusieurs autres comme L'entente Sportive Baba Hassen (ERBH) . Capitaine (Maroin Yaguir) il existe plusieurs associations sportives au niveau de la commune. Des disciplines diverses existaient avant la creation de l'ERBH et du DRBH qui ne compte plus d'équipe seniors de football. Baba Hassen est connue par le JUDO à travers la DSBH, son équipe féminine et ses champions, tels que REBAHI Omar, Mohamed, Salim, MERIKHI Mohamed et beaucoup d'autres judokas qui font les beaux jours des clubs d'Alger. Mais aussi le karaté, et le kick Boxing . Le Stade De Baba Hassen de 1000 Place contenant (Vestiaire - Salle de sport - Douches) est le principal Stade de Football à Baba Hassen appartenant au associations (DRBH - ERBH - JSBH - ARBH) l'équipe de Baba Hassen est faite à 100 % de joueurs locaux et Fonctionne comme un mini complexe ou centre de formation . 
L'équipe Du Sporting Flambeau B.B.H est une équipe de U7 et U14 locale .